# Галяутдинов, Ишмухамет Гильмутдинович
Ишмухаме́т Гильмутди́нович Галяутди́нов (баш. Ғәләүетдинов Ишмөхәмәт Ғилметдин улы, 1 января 1948 — 10 октября 2015) — советский и российский языковед. Член-корреспондент АН РБ (1995), доктор филологических наук (1992), профессор (1994), заслуженный работник культуры РФ (2005) и БАССР (1986).

## Биография
Родился 1 января 1948 года в деревне Сураманово Учалинского района БАССР.
В 1969 году окончил Башкирский государственный университет (ныне Уфимский университет науки и технологий).
После окончания института работал лаборантом Института истории, языка и литературы Башкирского филиала АН СССР. С 1970 года — научный сотрудник Института истории, языка и литературы БФ АН СССР. В 1971—1973 годах был стажёром Института языка и литературы им. А. С. Пушкина АН Узбекской ССР, специализируясь в области полевой археологии, тюркских письменных памятников.
С 1979 года работал в Институте истории, языка и литературы БФ АН СССР заведующим отделом языка (1992—1993). В 1993—1996 годах — и. о. главного ученого секретаря АН РБ, член-корреспондент АН РБ (1995), академик-секретарь Отделения гуманитарных наук АН РБ (1996—2006).
С 2000 по 2013 год — ректор Уфимского государственного института искусств (УГАИ) имени Загира Исмагилова.
Галяутдинов являлся собирателем башкирского детского фольклора.
Внёс вклад в науку тюркологию, теорию и методику исследования истории литературного языка. В 2004—2006 годах он — президент Общества востоковедов РАН.
В 2004 году награждён Благодарностью Министра культуры Российской Федерации.
Умер 10 октября 2015 года в Уфе.

## Труды
Галяутдинов Ишмухамет Гильмутдинович — автор более 300 научных трудов.
- «Тарих наме- и булгар» Таджетдина Ялсыгулова : (Лингвотекстологический анализ списков памятника. Фонологическая интерпретация графики. Морфология) : Автореф. дис. на соиск. учен. степени канд. филол. наук : (10.02.06) / АН СССР. Ин-т языкознания. — М., 1977. — 19 с.
- Очерки истории башкирского литературного языка. — М., 1989 (соавт.)
- Тарих нама-и булгар (Лингвотекстологический анализ списков памятника. Грамматический очерк, лексика, сводный текст и перевод). — Уфа, 1990.
- История башкирского литературного языка (XIX — начало XX века) : автореферат дис. … доктора филологических наук : 10.02.06. — М., 1992. — 38 c.
- Башҡорт әҙәби теленең тарихы. Өфө, 1993 (соавт.)
- «Тарих нама-и булгар» Таджетдина Ялсыгулова / Отв. ред. Э. Р. Тенишев. — Уфа : Китап, 1998. — 269 с.
- Два века башкирского литературного языка = Башҡорт әҙәби теленең ике быуаты. — Уфа : Гилем, 2000. — 447 с.
- Башкирские народные детские игры (на башк. и рус. яз.). Кн. первая. 2-е изд., с изм. — Уфа: Китап, 2002.